# Comano
Comano je obec ve švýcarském kantonu Ticino, okresu Lugano. Žije zde přibližně 2 000 obyvatel.

## Geografie
Obec leží v nadmořské výšce 511 metrů na kopcovité terase severozápadně od největšího města kantonu, Lugana. Sousedními obcemi jsou Origlio a Capriasca na severu, Canobbio na východě, Porza na jihu a Cureglia na západě.

## Historie

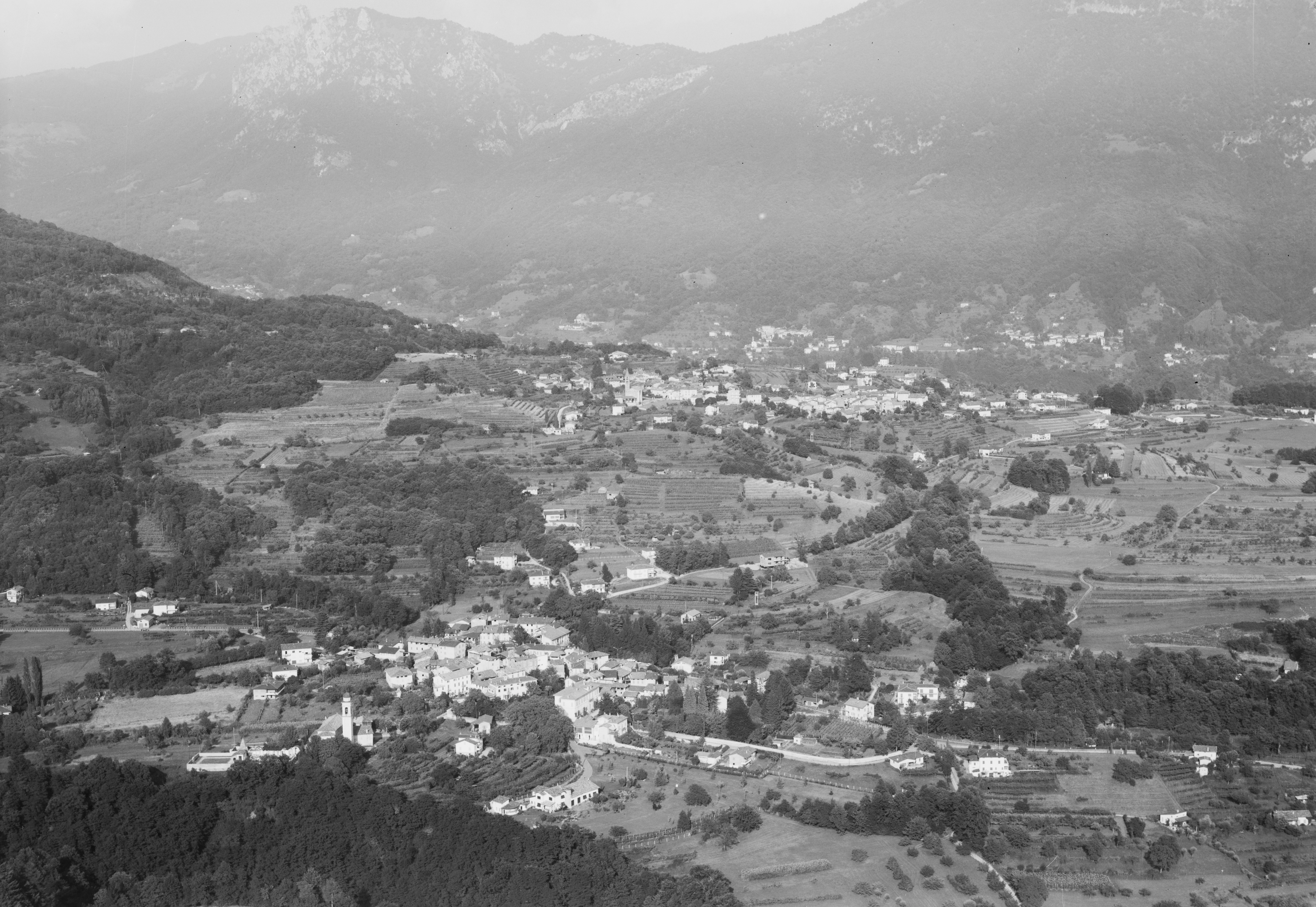
Cureglia a Comano, letecký pohled (1964)

První písemná zmínka o obci pochází z roku 1159 pod názvem Cumano. Ve středověku zde vlastnil klášter San Pietro in Ciel d’Oro z Pavie panství (mansus) s loukami, poli a vinicemi. Kostel Santa Maria della Purificazione byl vysvěcen v roce 1359. V roce 1976 byla do Comana přestěhována studia Radiotelevisione Svizzera, veřejnoprávní televizní společnosti italsky mluvícího Švýcarska.

## Obyvatelstvo
| Rok            | 1643 | 1670 | 1808 | 1850 | 1900 | 1910 | 1950 | 2000 | 2010 | 2019 | 2020 |
| Počet obyvatel | 595  | 323  | 246  | 334  | 405  | 458  | 441  | 1594 | 1981 | 2047 | 2084 |

## Doprava
Obsluhu obce veřejnou dopravou zajišťují linky postbusu.
Nejbližší železniční stanice se nachází v Lamone-Cadempino nebo v Luganu na Gotthardské dráze.

## Osobnosti
- Lara Gutová-Behramiová (* 1991), lyžařka, žije v obci